# Brahmapur
Pour les articles homonymes, voir Brahmapur (homonymie).
Brahmapur est une ville d'Inde située sur la côte ouest du golfe du Bengale dans l'état d'Odisha. Elle se trouve à 169 km au sud de la capitale de l’État Bhubaneswar et à 255 km au nord de Visakhapatnam. En 2011 sa population est de 355 823 habitants, ce qui en fait la 4e aire urbaine de l'Odisha.
Elle est surnommée la ville de la soie. Elle est célèbre pour ses saris de soie, ses temples et sa culture.